# Worthen
Worthen är en by i civil parish Worthen with Shelve, i distriktet Shropshire, i grevskapet Shropshire, i England. Byn är belägen 19 km från Shrewsbury. Worthen var en civil parish fram till 1987 när blev den en del av Worthen with Shelve. Civil parish hade 1 760 invånare år 1961. Byn nämndes i Domedagsboken (Domesday Book) år 1086, och kallades då Wrdine.